# تایه سلاسی
تایه سلاسی (زادهٔ ۲ نوامبر ۱۹۷۹) نویسنده و عکاس آمریکایی است. او که اصالتی نیجریه ای و غنای دارد، خود را «محلی» آکرا، برلین، نیویورک و رم توصیف می‌کند.
تایه سلاسی در لندن به دنیا آمد و در بروکلین، ماساچوست بزرگ شد پدر و مادر سلاسی زمانی که او نوزاد بود از هم جدا شدند. او در سن ۱۲ سالگی با پدر بیولوژیکی خود آشنا شد